# Domaniewice (Łódź)
Pour les articles homonymes, voir Domaniewice.
Domaniewice (prononciation [dɔmaɲɛˈvit͡sɛ]) est un village de la gmina de Domaniewice, du powiat de Łowicz, dans la voïvodie de Łódź, situé dans le centre de la Pologne.
Le village est le siège administratif (chef-lieu) de la gmina rurale appelée gmina de Domaniewice.
Il se situe à environ 14 kilomètres au sud-ouest de Łowicz (siège du powiat) et 34 kilomètres au nord-est de Łódź (capitale de la voïvodie).
Sa population s'élève approximativement à 906 habitants.

## Administration
De 1975 à 1998, le village était attaché administrativement à l'ancienne voïvodie de Skierniewice.

Depuis 1999, il fait partie de la nouvelle voïvodie de Łódź.